# زيارات رؤساء الولايات المتحدة إلى الشرق الأوسط

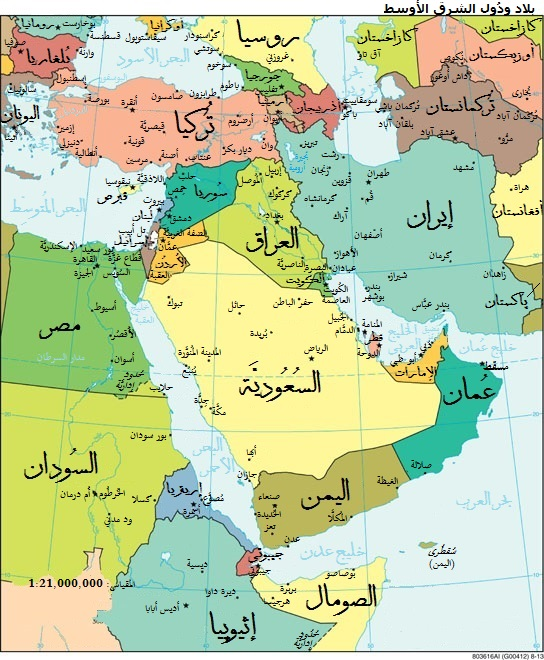
دول الشرق الأوسط.

زيارات رؤساء الولايات المتحدة إلى الشرق الأوسط هي قيام ثمانية من رؤساء الولايات المتحدة (فرانكلين روزفلت - دوايت أيزنهاور - ريتشارد نيكسون - جيمي كارتر - جورج بوش الأب - بيل كلينتون - جورج دبليو بوش - باراك أوباما دونالد ترامب) بزيارة رسمية إلى دول الشرق الأوسط. كانت أولى الزيارات الرسمية من قبل فرانكلين روزفلت ضمن التفاعلات الدبلوماسية لدول الحلفاء خلال الحرب العالمية الثانية. من ضمن 17 بلد في المنطقة فإنه لم يسبق لأي رئيس أمريكي زيارة لبنان أو قبرص. في المقابل فإنه لم يقم خمس رؤساء بزيارة الشرق الأوسط أثناء توليهم منصبهم وهم هاري ترومان وجون كينيدي وليندون جونسون وجيرالد فورد ورونالد ريغان.

## جدول الزيارات
| الرئيس          | التواريخ                      | البلد                     | المواقع                                        | الملاحظات |  |
| --------------- | ----------------------------- | ------------------------- | ---------------------------------------------- | --- |  |
| فرانكلين روزفلت | 22 26 نوفمبر 1943             | مصر                       | القاهرة                                        | حضر مؤتمر القاهرة الأول مع رئيس الوزراء البريطاني تشرشل والزعيم الصيني شيانج كاي شيك. |  |
| فرانكلين روزفلت | 27 نوفمبر - 2 ديسمبر 1943     | إيران                     | طهران                                          | حضر مؤتمر طهران مع رئيس الوزراء السوفييتي جوزيف ستالين ورئيس الوزراء البريطاني ونستون تشرشل. |  |
| فرانكلين روزفلت | 2 - 7 ديسمبر 1943             | مصر                       | القاهرة                                        | حضر مؤتمر القاهرة الثاني مع رئيس الوزراء البريطاني تشرشل والرئيس التركي عصمت إينونو. |  |
| فرانكلين روزفلت | 13 - 15 فبراير 1945           | مصر                       | البحيرات المرة، قناة السويس، الإسكندرية        | اجتمع مع الملك فاروق الأول وإمبراطور إثيوبيا هيلا سيلاسي وملك السعودية عبد العزيز بن عبد الرحمن بن فيصل آل سعود ورئيس الوزراء البريطاني ونستون تشرشل. |  |
| دوايت أيزنهاور  | 6 - 7 ديسمبر 1959             | تركيا                     | أنقرة                                          | زيارة غير رسمية. التقى الرئيس جلال بايار. |  |
| دوايت أيزنهاور  | 14 ديسمبر 1959                | إيران                     | طهران                                          | التقى الشاه محمد رضا بهلوي. ألقى خطاب في البرلمان. |  |
| ريتشارد نيكسون. | 30 - 31 مايو 1972             | إيران                     | طهران                                          | زيارة رسمية. التقى الشاه محمد رضا بهلوي. |  |
| ريتشارد نيكسون. | 12 - 14 يونيو 1974            | مصر                       | القاهرة، الإسكندرية                            | التقى الرئيس محمد أنور السادات. |  |
| ريتشارد نيكسون. | 14 - 15 يونيو 1974            | السعودية                  | جدة                                            | التقى الملك فيصل بن عبد العزيز آل سعود. |  |
| ريتشارد نيكسون. | 15 - 16 يونيو 1974            | سوريا                     | دمشق                                           | التقى الرئيس حافظ الأسد. |  |
| ريتشارد نيكسون. | 16 - 17 يونيو 1974            | إسرائيل                   | تل أبيب، القدس                                 | التقى الرئيس إفرايم كاتسير ورئيس الوزراء إسحاق رابين. |  |
| ريتشارد نيكسون. | 17 - 18 يونيو 1974            | الأردن                    | عمان                                           | زيارة دولة. اجتمع مع الملك الحسين بن طلال. |  |
| جيمي كارتر      | 31 ديسمبر 1977 - 1 يناير 1978 | إيران                     | طهران                                          | زيارة رسمية. التقى الشاه محمد رضا بهلوي والملك الحسين عاهل الأردن. |  |
| جيمي كارتر      | 3 - 4 يناير 1978              | السعودية                  | الرياض                                         | التقى الملك خالد بن عبد العزيز آل سعود وولي العهد الأمير فهد بن عبد العزيز آل سعود. |  |
| جيمي كارتر      | 4 يناير 1978                  | مصر                       | أسوان                                          | التقى الرئيس السادات ومستشار ألمانيا الغربية هلموت شميت. |  |
| جيمي كارتر      | 7 - 9 مارس 1979               | مصر                       | القاهرة، الإسكندرية, الجيزة                    | زيارة دولة. التقى الرئيس السادات وألقى خطاب في مجلس الشعب. |  |
| جيمي كارتر      | 10 - 13 مارس 1979             | إسرائيل                   | تل أبيب، القدس                                 | زيارة دولة. التقى الرئيس إسحاق نافون ورئيس الوزراء مناحم بيجن. ألقى خطاب في الكنيست. |  |
| جيمي كارتر      | 13 مارس 1979                  | مصر                       | القاهرة                                        | التقى الرئيس السادات. |  |
| جورج بوش الأب.  | 21 - 22 نوفمبر 1990           | السعودية                  | جدة, الظهران                                   | اجتمع مع الملك فهد بن عبد العزيز آل سعود وأمير الكويت. تناول الحديث عن الجيش الأمريكي والبريطاني في شرق المملكة العربية السعودية. |  |
| جورج بوش الأب.  | 22 - 23 نوفمبر 1990           | مصر                       | القاهرة                                        | ناقش أزمة الخليج العربي مع الرئيس المصري حسني مبارك. |  |
| جورج بوش الأب.  | 20 - 22 يوليو 1990            | تركيا                     | أنقرة, إسطنبول                                 | التقى الرئيس توركوت أوزال. |  |
| جورج بوش الأب.  | 31 ديسمبر 1992                | السعودية                  | الرياض                                         | التقى الملك فهد. |  |
| جورج بوش الأب.  | 14 أبريل 1993                 | الكويت                    | مدينة الكويت                                   | زيارة غير رسمية للكويت وحضر جلسة مجلس الأمة والقيت قصيدة مشهورة لما قدمه من جهود إبان حرب الخليج |  |
| بيل كلينتون.    | 25 - 26 أكتوبر 1994           | مصر                       | القاهرة                                        | التقى الرئيس المصري حسني مبارك ورئيس منظمة التحرير الفلسطينية ياسر عرفات. |  |
| بيل كلينتون.    | 26 - 27 أكتوبر 1994           | الأردن                    | العقبة، وادي عربة, عمان                        | حضر التوقيع على معاهدة السلام الأردنية الإسرائيلية. ألقى كلمة في مجلس الأمة الأردني. |  |
| بيل كلينتون.    | 27 أكتوبر 1994                | سوريا                     | دمشق                                           | التقى الرئيس حافظ الأسد. |  |
| بيل كلينتون.    | 27 - 28 أكتوبر 1994           | إسرائيل                   | القدس                                          | اجتمع مع كبار المسؤولين الإسرائيليين. ألقى خطاب في الكنيست. |  |
| بيل كلينتون.    | 28 أكتوبر 1994                | الكويت                    | مدينة الكويت                                   | التقى الأمير جابر الأحمد الصباح. ألقى خطاب لأفراد الجيش الأمريكي. |  |
| بيل كلينتون.    | 28 أكتوبر 1994                | السعودية                  | مدينة الملك خالد العسكرية                      | التقى الملك فهد. |  |
| بيل كلينتون.    | 5 - 6 نوفمبر 1995             | إسرائيل                   | القدس                                          | حضر جنازة رئيس الوزراء إسحاق رابين. |  |
| بيل كلينتون.    | 13 مارس 1996                  | مصر                       | شرم الشيخ                                      | حضر قمة صانعي السلام. |  |
| بيل كلينتون.    | 13 - 14 مارس 1996             | إسرائيل                   | القدس، تل أبيب                                 | بحث التعاون ضد الإرهاب مع كبار المسؤولين الإسرائيليين. |  |
| بيل كلينتون.    | 12 - 15 ديسمبر 1998           | إسرائيل                   | القدس, متسادا                                  | التقى رئيس الوزراء الإسرائيلي بنيامين نتانياهو وكبار المسؤولين الإسرائيليين. |  |
| بيل كلينتون.    | 14 - 15 ديسمبر 1998           | السلطة الوطنية الفلسطينية | غزة، بيت لحم, إيرز                             | ألقى خطاب في المجلس الوطني الفلسطيني. حضر اجتماع مع رئيس الوزراء الإسرائيلي بنيامين نتنياهو والرئيس ياسر عرفات. |  |
| بيل كلينتون.    | 8 فبراير 1999                 | الأردن                    | عمان                                           | حضر جنازة الملك الحسين بن طلال. |  |
| بيل كلينتون.    | 15 - 19 نوفمبر 1999           | تركيا                     | أنقرة, إزميد، أفسس, اسطنبول                    | زيارة دولة. حضر منظمة الأمن والتعاون ضمن اجتماع قمة أوروبا. |  |
| بيل كلينتون.    | 25 مارس 2000                  | عمان                      | مسقط                                           | التقى السلطان قابوس بن سعيد. |  |
| بيل كلينتون.    | 29 أغسطس 2000                 | مصر                       | القاهرة                                        | أطلع الرئيس حسني مبارك حول عملية السلام في الشرق الأوسط. |  |
| بيل كلينتون.    | 16 - 17 أكتوبر 2000           | مصر                       | شرم الشيخ                                      | حضر اجتماع القمة بين الإسرائيليين والفلسطينيين. |  |
| جورج دبليو بوش. | 2 - 3 يونيو 2003              | مصر                       | شرم الشيخ                                      | حضر قمة البحر الأحمر مع قادة البحرين ومصر والأردن والمملكة العربية السعودية ورئيس الوزراء الفلسطيني محمود عباس. |  |
| جورج دبليو بوش. | 4 يونيو 2003                  | الأردن                    | العقبة                                         | حضر اجتماعات مع رئيس الوزراء الإسرائيلي أرئيل شارون ورئيس الوزراء الفلسطيني محمود عباس. اجتمع مع الملك عبد الله الثاني بن الحسين. |  |
| جورج دبليو بوش. | 4 - 5 يونيو 2004              | قطر                       | الدوحة                                         | التقى الأمير حمد بن خليفة آل ثاني. زار مقر القيادة المركزية الأمريكية وألقى خطاب لأفراد الجيش الأمريكي. |  |
| جورج دبليو بوش. | 27 نوفمبر 2003                | العراق                    | بغداد                                          | اجتمع مع أعضاء من سلطة الائتلاف المؤقتة ومجلس الحكم العراقي. ألقى خطاب إلى أفراد الجيش الأمريكي. |  |
| جورج دبليو بوش. | 26 - 28 يونيو 2004            | تركيا                     | أنقرة، اسطنبول                                 | التقى الرئيس التركي أحمد نجدت سيزر ورئيس الوزراء رجب طيب أردوغان. حضر اجتماع قمة حلف شمال الاطلسي. |  |
| جورج دبليو بوش. | 13 يونيو 2006                 | العراق                    | بغداد                                          | التقى رئيس الوزراء نوري المالكي. ألقى خطاب إلى أفراد الجيش الأمريكي. |  |
| جورج دبليو بوش. | 29 - 30 نوفمبر 2006           | الأردن                    | عمان                                           | اجتمع مع الملك عبد الله الثاني ورئيس الوزراء العراقي نوري المالكي. |  |
| جورج دبليو بوش. | 3 سبتمبر 2007                 | العراق                    | قاعدة عين الأسد الجوية                         | اجتمع مع الجنرال ديفيد بتريوس ووزيرة الخارجية كونداليزا رايز ووزير الدفاع روبرت غيتس وكبار المسؤولين الأمريكيين والزعماء السياسيين العراقيين. ألقى خطاب لأفراد الجيش الامريكى. |  |
| جورج دبليو بوش. | 9 - 11 يناير 2008             | إسرائيل                   | تل أبيب، القدس                                 | التقى رئيس الوزراء الإسرائيلي إيهود أولمرت والرئيس الإسرائيلي شمعون بيريز. زار ياد فاشيم. |  |
| جورج دبليو بوش. | 10 يناير 2008                 | السلطة الوطنية الفلسطينية | رام الله, بيت لحم                              | التقى الرئيس الفلسطيني محمود عباس. زار كنيسة المهد. |  |
| جورج دبليو بوش. | 11 - 12 يناير 2008            | الكويت                    | مدينة الكويت, معسكر عريفجان                    | حضر المائدة المستديرة حول الديمقراطية والتنمية. اجتمع مع الجنرال ديفيد بترايوس وسفير الولايات المتحدة لدى العراق ريان كروكر. ألقى خطاب لأفراد الجيش الأمريكي. |  |
| جورج دبليو بوش. | 12 - 13 يناير 2008            | البحرين                   | المنامة                                        | التقى الملك حمد بن عيسى بن سلمان آل خليفة. ألقى خطاب لأفراد الجيش الأمريكي. |  |
| جورج دبليو بوش. | 13 - 14 يناير 2008            | الإمارات العربية المتحدة  | أبوظبي، دبي                                    | التقى الرئيس خليفة بن زايد آل نهيان رئيس الدولة ورئيس مجلس الوزراء محمد بن راشد آل مكتوم. |  |
| جورج دبليو بوش. | 14 - 16 يناير 2008            | السعودية                  | الرياض, الجنادرية                              | اجتمع مع الملك عبد الله بن عبد العزيز آل سعود. |  |
| جورج دبليو بوش. | 16 يناير 2008                 | مصر                       | شرم الشيخ                                      | التقى الرئيس المصري حسني مبارك. |  |
| جورج دبليو بوش. | 14 - 16 مايو 2008             | إسرائيل                   | تل أبيب، القدس, متسادا                         | التقى الرئيس الإسرائيلي شيمون بيريز ورئيس الوزراء ايهود اولمرت. ألقى خطاب في الكنيست. حضر الذكرى الستون لتأسيس إسرائيل. زار موقع إغناء متسادا. |  |
| جورج دبليو بوش. | 16 - 17 مايو 2008             | السعودية                  | الرياض، الجنادرية                              | اجتمع مع الملك عبد الله. |  |
| جورج دبليو بوش. | 17 - 18 مايو 2008             | مصر                       | شرم الشيخ                                      | التقى الرئيس المصري حسني مبارك والملك الأردني عبد الله الثاني ورئيس السلطة الفلسطينية محمود عباس ورئيس الوزراء سلام فياض والرئيس الأفغاني حامد كرزاي ورئيس الوزراء الباكستاني يوسف رضا جيلاني. ألقى خطاب في المنتدى الاقتصادي العالمي.                                              |  |
| جورج دبليو بوش. | 14 ديسمبر 2008                | العراق                    | بغداد                                          | التقى رئيس الجمهورية جلال طالباني ورئيس الوزراء نوري المالكي. توقيع الاتفاقية العراقية الأمريكية 2008. زار الأفراد العسكريين الأمريكيين. |  |
| باراك أوباما.   | 5-7 نيسان 2009                | تركيا                     | أنقرة، اسطنبول                                 | التقى الرئيس عبد الله غل ورئيس الوزراء رجب طيب أردوغان. ألقى خطابا في البرلمان التركي. وضع إكليلا من الزهور على ضريح آنيت كابير واجتمع أيضا مع البطريرك المسكوني للكنيسة الأرثوذكسية برثلماوس الأول وحضر منتدى تحالف الحضارات وشارك في لقاء مفتوح مع الطلاب في مركز توفاني الثقافي. |  |
| باراك أوباما.   | 7 - 8 أبريل 2009              | العراق                    | بغداد                                          | التقى رئيس الجمهورية جلال طالباني ورئيس الوزراء نوري المالكي. زار القوات الأمريكية. |  |
| باراك أوباما.   | 3 - 4 يونيو 2009              | السعودية                  | الرياض                                         | اجتمع مع الملك عبد الله بن عبد العزيز آل سعود. |  |
| باراك أوباما.   | 4 يونيو 2009                  | مصر                       | القاهرة                                        | التقى الرئيس المصري حسني مبارك. جال أهرامات الجيزة. ألقى خطابا في جامعة القاهرة. |  |
| باراك أوباما.   | 20 - 22 مارس 2013             | إسرائيل                   | تل أبيب، القدس                                 | التقى الرئيس الإسرائيلي شمعون بيريز ورئيس الوزراء بنيامين نتانياهو. زار مزار الكتاب وياد فاشيم وتحدث إلى الطلاب في مركز المؤتمرات الدولية. |  |
| باراك أوباما.   | 21 - 22 مارس 2013             | دولة فلسطين               | رام الله, البيرة, بيت لحم                      | التقى الرئيس الفلسطيني محمود عباس. زار كنيسة المهد. |  |
| باراك أوباما.   | 22 - 23 مارس 2009             | الأردن                    | عمان, البتراء                                  | اجتمع مع الملك عبد الله الثاني. |  |
| باراك أوباما.   | 28 مارس 2014                  | السعودية                  | الرياض                                         | اجتمع مع الملك عبد الله. |  |
| باراك أوباما.   | 27 يناير 2015                 | السعودية                  | الرياض                                         | التقى الملك سلمان بن عبد العزيز آل سعود المعين حديثا. أيضا قدم العزاء له لوفاة الملك عبد الله. |  |
| باراك أوباما.   | 14 - 17 نوفمبر 2015           | تركيا                     | أنطاليا                                        | حضر اجتماع قمة مجموعة العشرين. كما اجتمع مع الرئيس التركي رجب طيب أردوغان والملك سلمان بن عبد العزيز آل سعود والرئيس الروسي فلاديمير بوتين. |  |
| باراك أوباما.   | 20 - 21 أبريل 2016            | السعودية                  | الرياض                                         | زيارة رسمية. التقى الملك سلمان. حضور اجتماع قمة مجلس التعاون لدول الخليج العربية. |  |
| 30 سبتمبر 2016  | إسرائيل                       | بيت المقدس                | حضر الجنازة الرسمية للرئيس السابق شيمون بيريز. | |  |
| دونالد ترامب    | 20 - 22 مايو 2017             | السعودية                  | الرياض                                         | التقى الملك سلمان وشارك في قمة الرياض 2017. |  |
| دونالد ترامب    | 22 - 23 مايو 2017             | إسرائيل                   | القدس                                          | التقى الرئيس رؤوفين ريفلين ورئيس الوزراء بنيامين نتنياهو. |  |
| دونالد ترامب    | 23 مايو 2017                  | دولة فلسطين               | بيت لحم                                        | التقى الرئيس الفلسطيني محمود عباس. |  |

### زيارات الرؤساء السابقين
- زار يوليسيس جرانت الإسكندرية بمصر واجتمع مع [[الخديوي إسماعيل وأبحر فوق نهر النيل للقيام بجولة في وادي الملوك وسافر بالقطار على طول قناة السويس في عام 1878 وذلك خلال جولة حول العالم بعد الرئاسة.
- حضر ريتشارد نيكسون (بدون أوراق رسمية من وزارة الخارجية الأمريكية) جنازة محمد رضا بهلوي شاه إيران السابق في القاهرة في 8 مارس 1980.
- كان ريتشارد نيكسون وجيرالد فورد وجيمي كارتر من بين الشخصيات التي مثلت الولايات المتحدة في جنازة الرئيس المصري محمد أنور السادات في القاهرة في 10 أكتوبر 1981.